# Tour de la porte de la Jambe longue
La tour de la porte des longues jambes (en estonien : Pika jala väravatorn) est une tour des remparts de Tallinn construite à la fin du XVIIe siècle.  
La tour est située dans la vieille ville de Tallinn, à l'intersection des rues Pikk jalg, Rataskaevu tänav et Nunne tänav.

## Architecture
La tour carrée, a été construite en 1380. 
Entre 1450 et 1456, une rénovation a eu lieu, qui a donnée à la tour son aspect actuel, qui correspond encore à la forme plus ancienne des fortifications de la ville de Tallinn, où étaient construites des tours de portes carrées,.  
La tour compte cinq étages et une hauteur totale de 20 mètres. 
Le plan d'étage est irrégulier ; les différents étages sont accessibles par un escalier en colimaçon du côté nord. 
La porte menant à Toompea était fermée la nuit jusqu'au XIXe siècle.  
Toompea et la vieille ville étaient des villes distinctes jusqu'en 1878.
La tour a été restaurée en 2000.

## Galerie

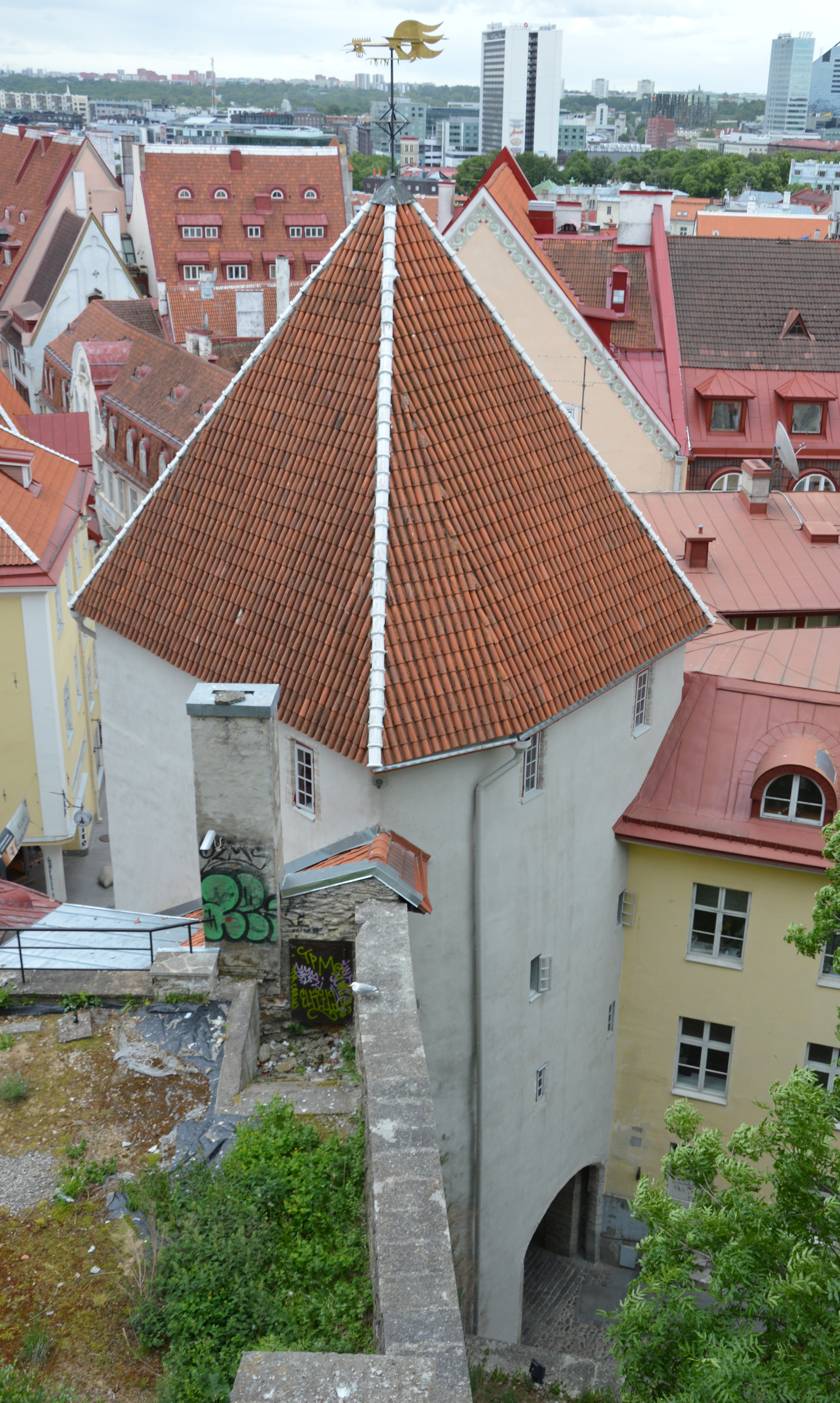
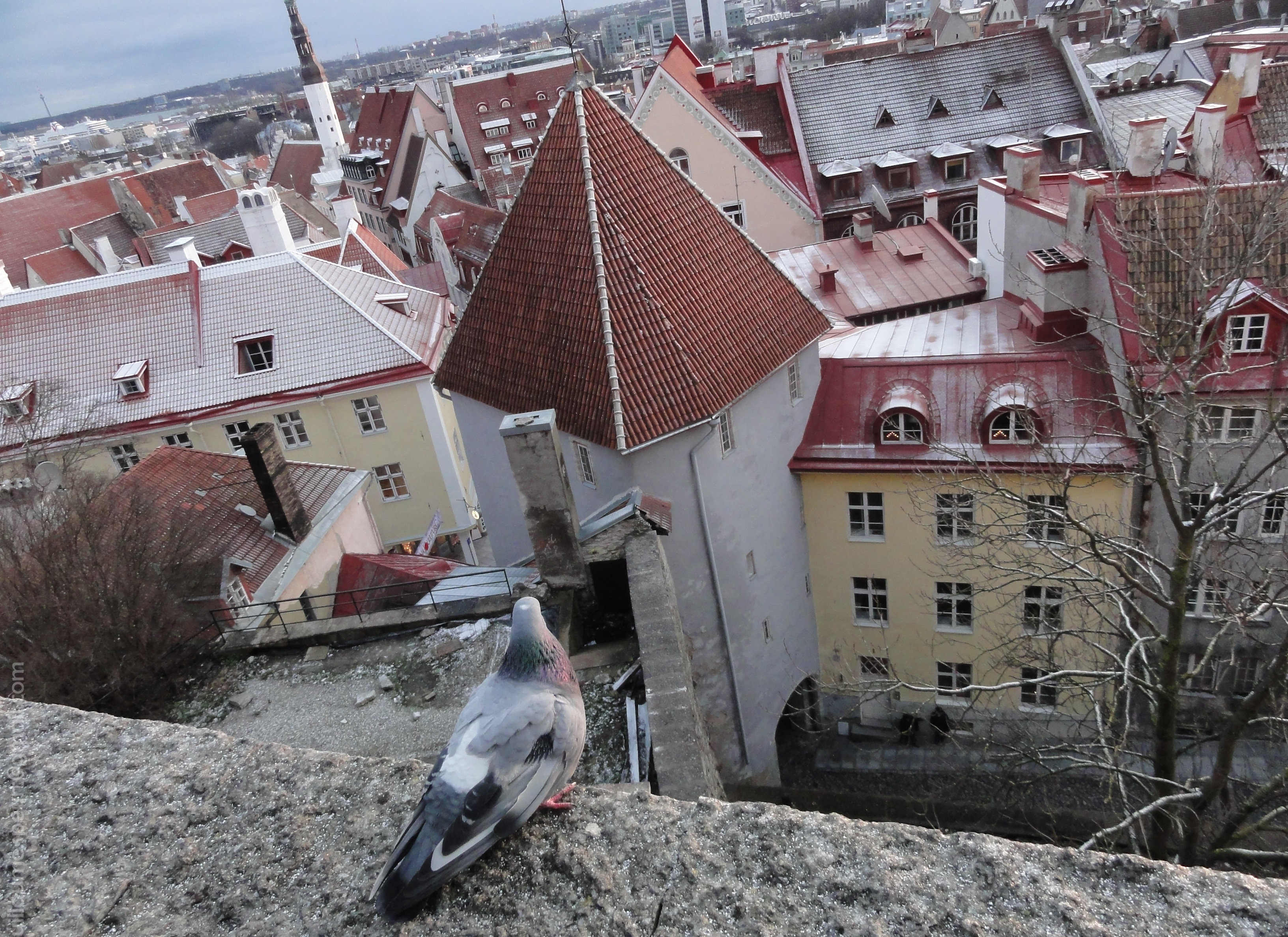
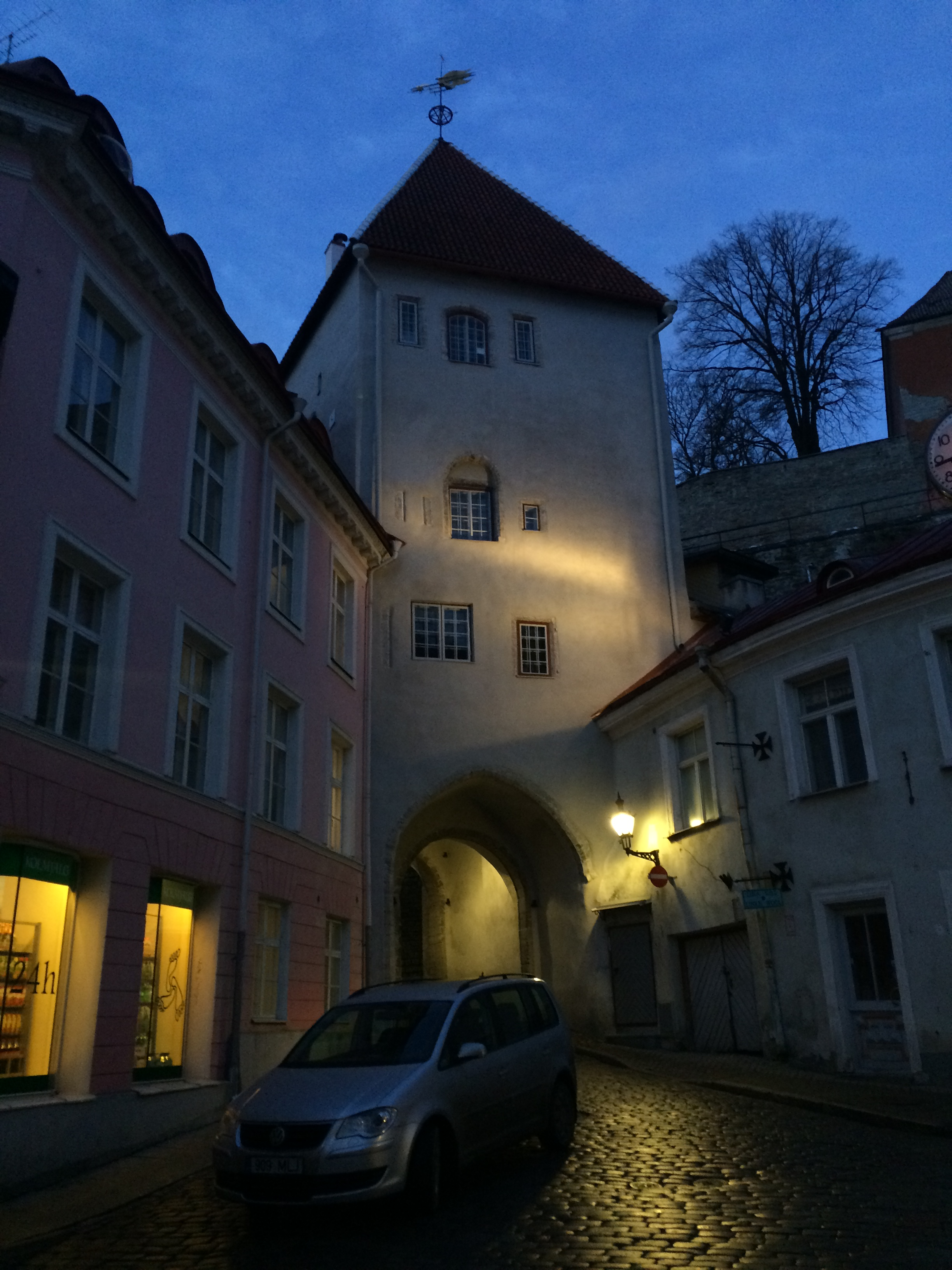
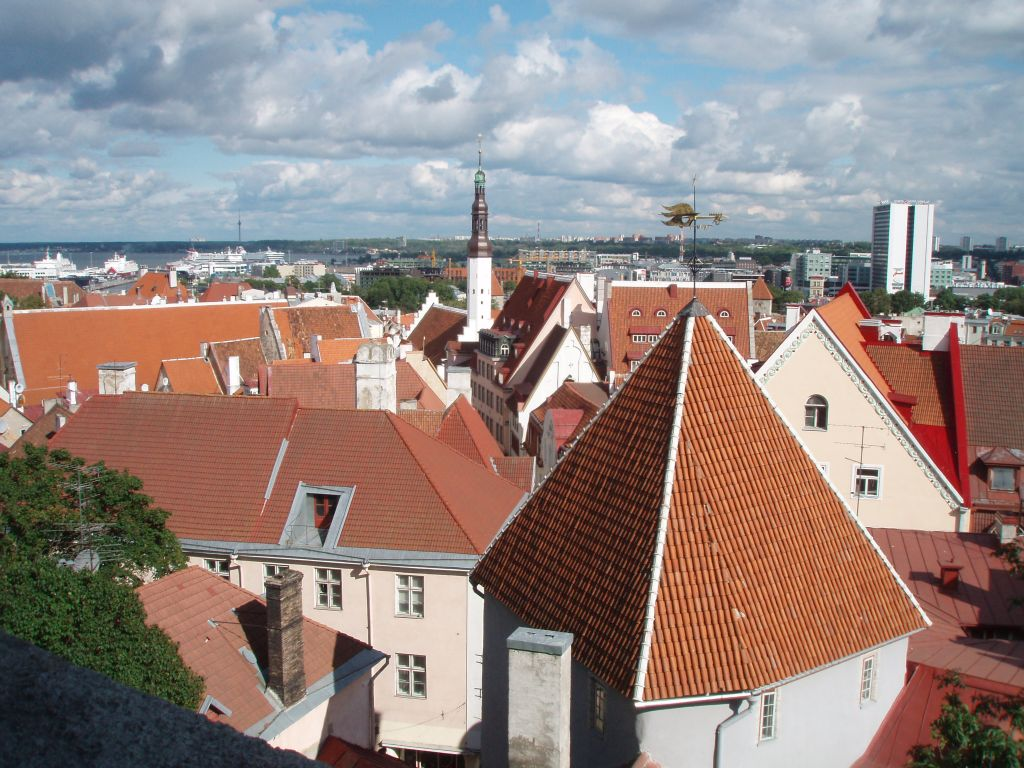
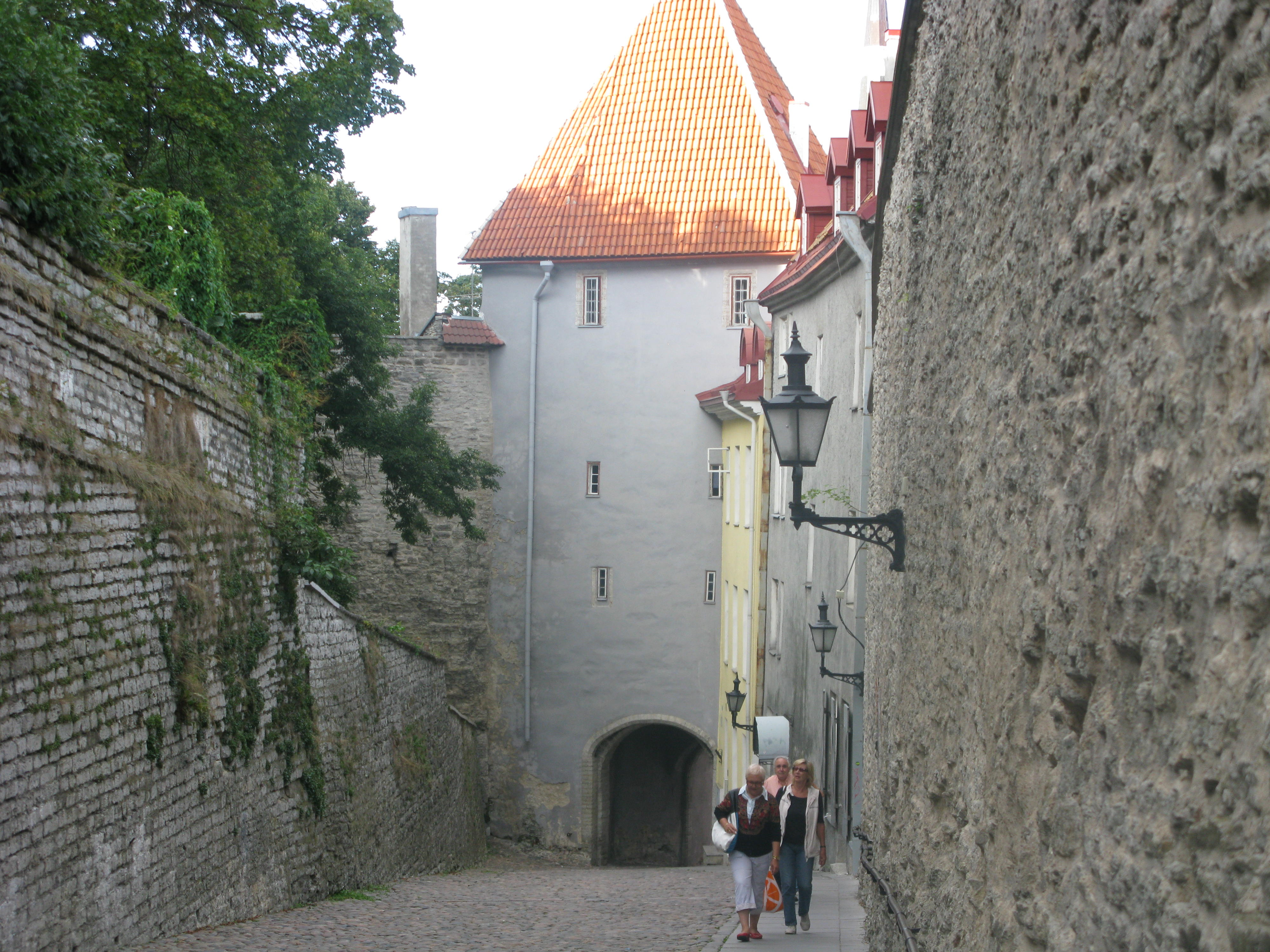